# Vóio
Vóio (grec moderne : Βόιο) est un dème situé dans la périphérie de Macédoine-Occidentale en Grèce. Le dème actuel est issu de la fusion en 2011 entre les dèmes d'Áskio, de Neápoli, de Pendálofos, de Siátista et de Tsotýli.
Il tire son nom des montagnes de Vóio (el).